# 伊勢崎オートレース場
伊勢崎オートレース場（いせさきオートレースじょう）は、群馬県伊勢崎市にあるオートレース場である。
本項では場内に併設されている地方競馬の場外勝馬投票券発売所「offt伊勢崎（オフトいせさき）」、および受託している中央競馬の場外発売「J-PLACE伊勢崎（ジェイプレイスいせさき）」についても記述する。

## 概要
1973年3月に廃止された大井オートレース場（1954年開設。大井競馬場の敷地北側に隣接）の代替地として設置され、1976年（昭和51年）10月8日に初開催された。このため、土地と施設は東京都競馬株式会社が所有しており、伊勢崎市が施設を賃借して開催を行っている。
バックストレッチ側に大型の表示装置がある。現在の装置は3代目で、北関東最大級の約1,600インチの大型液晶ビジョンとなっている。かつては電照式の大型オッズモニターが設置されていた。オートレース場で走路内に大型ビジョンがあるのは川口と伊勢崎のみとなっている。
2004年10月に同場のマスコットキャラクターとして「キラット」が誕生。
2007年10月より一般席への入場料が無料となった。全国のオートレース場で、入場料を無料化したのは初めて。
2011年4月以降の開催からは重勝式車券（ランダム方式4連勝2連勝単式とセレクト方式5重勝単勝式）がオッズパークにて発売される。オートレースの重勝式は伊勢崎市が管理施行者となっているが、発売を指定する場は1日1場のみのため、他場も開催されている日は伊勢崎を指定しない場合がある。他の開催場を対象にした販売では収益を開催場にも分配するが、伊勢崎での開催は販売収益を全て伊勢崎市が計上する。

## ナイター開催

### ムーンライトナイター
1989年（平成元年）6月2日、オートレースでは初めてのナイター競走が開催された。ナイター競走の開催は公営競技場全体を通じても、1986年7月31日より実施された大井競馬場に次いで2番目であった。
ナイター競走の愛称は当初設けられていなかったが、2006年6月7日より「ムーンライトナイター」の愛称が付けられた。優勝戦終了後には花火が打ち上げられる。
開催期間は、2019年度までは年度前期（4月から9月）を基本としていたが、2020年度より年度後期の一部期間（10月又は11月まで）でも開催されている。

### 伊勢崎オートアフター5ナイター
2020年1月・2月、公営競技界初となる新たな試みとして開催時間が18時台から21時前のナイター開催「ネット限定 伊勢崎オートアフター6ナイター」（7車立て・7R制、通称：伊勢崎アフター6ナイター）を試行開催された。開催名の通り、窓口での車券発売は行わずインターネット投票と一部の場外車券売り場のみとなる。入場はメインゲートのみに制限され一般席での観戦は出来ないが、特別観覧席を無料開放された。同年9月より正式開催となった。
2021年1月10日、国の緊急事態宣言の発出を受けて、伊勢崎オートレース場では県のガイドライン等に基づき、当面の間、営業時間を午後8時までとすることを発表。これに伴い午後8時以降にレースを行うアフター6ナイターについては無観客での開催となることを併せて発表した。また同年1月20日、同年1月28日～30日と同年2月5日～7日の開催時間を1時間繰り上げることを発表した。
2021年度（2021年4月）より開催時間が1時間繰り上げとなり、開催名称を「ネット限定 伊勢崎オートアフター5ナイター」（通称：伊勢崎アフター5ナイター）に変更した。無観客開催や原則ネット投票のみの車券発売は「ミッドナイトオートレース」や「川口ナイトレース」に近い形態となった。
開催期間は年度後期を基本としているが、2022年度では2023年2月以降施設改修工事が行われるため、年度前期より開催された。
2022年度以降の伊勢崎アフター5ナイターは、公営競技総合サービスサイト「オッズパーク」が協賛している。過去、車券販売サイト「Gamboo」（2019年度 - 2020年度）や「チャリロト」（2019年度 - 2021年度）、ふるさと納税サイト「さとふる」（2022年度 - 2023年度）が協賛していた。

## 中継
他オートレース場の競走テレビ中継がCS放送のみの製作が大半なのに対し、伊勢崎オートレース場では群馬テレビが製作に携わっている。そのため、かつては司会進行に当時群馬テレビアナウンサーだった植松充伸、淵上詩乃が出演していた。
実況は吉原完、堂前英男、加奈山翔が担当している。主要な実況担当がスケジュール等の都合で出演出来ない際は、中村将司、野村達也、寺島啓太が代理を務めることがある。かつては、二宮淳一、森泉宏一がメインで担当していた。また、植松充伸も実況を担当していた。
中継番組の司会は、2021年5月より能登瑶子が担当しているが、2025年4月より産休に入ったため、代理として矢尾明子、向井沙耶が担当している。2021年3月24日まで中林久美子が担当していた。「伊勢崎アフター5ナイター」開催の時は、当日の実況担当が中継番組の司会を兼任する。
ロッカーリポートは宮崎麗奈（2023年5月より）、村多美咲（2023年5月より）、岩切奏恵（2020年4月より）が担当している。2016年10月から2020年3月まで矢尾明子が担当していた。
解説は元選手の近藤裕保（27期、元伊勢崎所属）が担当している（2021年4月より）。2019年4月から2021年3月まで野崎利明（17期、元伊勢崎所属、故人）が担当していた。

## イメージソング
2018年度後期より伊勢崎オートレースの公式テーマソング・イメージソングおよびCS放送内BGM等にLACCO TOWERの楽曲が起用され流れるようになった。
LACCO TOWERの楽曲が採用される以前、CS放送で放映される際に流れた音楽はローランドの業務用フリー音楽となっており、OP・ED曲に使用された「夏の予感」は、「C MUSIC Professional Library」から試聴、購入可能。
- 2018年度
  - 2018年8月7日、「伊勢崎オートレース 公式テーマソング」として「狂喜乱舞」が採用された[32]。
  - 2018年度後期の放送からOP曲として「狂喜乱舞」、試走中と優勝戦ゴール直後には「狂喜乱舞」のインストゥルメンタル版、優勝戦後のウイニングランでは「遙」、ED曲は「花束」が使用された。
- 2019年度
  - 2019年度前期の放送からOPの後に「共鳴」、当日のレースメンバー紹介時に「斑」、EDの前には「薄紅」のインストゥルメンタルが使用された。
  - 2019年7月、「伊勢崎オートレース 2019 イメージソング」として「地獄且天国」が採用された[33]。
  - 2019年の夏の放送からはOPに「地獄且天国」、試走中は「地獄且天国」のインストゥルメンタル版、2019年10月23日の放送からはEDに「線香花火」が使用された。
- 2020年度
  - 2020年11月、「伊勢崎オートレース 2020 イメージソング」として「罪」が採用された[34]。
- 2021年度
  - 2021年5月7日放送からのOPでは「罪」のインストゥルメンタル版、EDでは同じく群馬テレビが製作した「ニュースeye8」のテーマソングだった「歩調」が使用された。
  - 2021年9月11日、「伊勢崎オートレース2021イメージソング」として「化物」が採用された[35]。
  - 2022年2月19日の放送からはOP曲に「化物」が、ED曲は「独白」が使用された。
- 2022年度
  - 2022年10月18日、「伊勢崎オートレース2022イメージソング」として「棘」が採用された[36]。
  - 2023年1月5日の放送より「棘」がOP曲、「一夜」がED曲として使用されている。
- 2023年度
  - 2023年10月23日、「伊勢崎オートレース2023イメージソング」として「竜巻」が採用された[37]。

中継内のCMでもLACCO TOWERの楽曲が使われることがあり、2019年のシルクカップでは「愛情」、2019年のムーンライトチャンピオンカップでは「喝采」、2020年のシルクカップでは「若者」、2020年のレジェンドカップでは「蜜柑」、2021年のシルクカップでは「化物」、2022年のシルクカップでは「棘」が使用された。

## 場外車券売場
- オートレース石狩 - サテライト石狩（競輪場外）・Aiba石狩（競馬場外）と同一施設。2015年3月14日オープン。
- オートレース男鹿 - サテライト男鹿（競輪場外）と同一施設。2015年10月10日オープン。
- オートレース六戸 - サテライト六戸（競輪場外）と同一施設。2015年12月23日オープン。
- オートレース宮城 - サテライト宮城（競輪場外）と同一施設。2016年8月7日オープン。
- オートレースあだたら - サテライトあだたら（競輪場外）と同一施設。2016年8月7日オープン。
- オートレース成田 - サテライト成田（競輪場外）・f-keiba成田（競馬場外）と同一施設。2017年5月31日オープン。

かつて新潟県堀之内町に専用場外車券売場のアレッグ越後を設置していたが経営不振により2003年に閉鎖。以後オートレースでは飯塚オートレース場が2012年にオートレース川辺をオープンさせるまで場外車券売場は設置されなかった。

## 高額払戻金の記録
2006年5月22日の第12競走で、オートレース界では最高となる15,721,720円の高額配当を記録した（車券の賭式は三連勝単式で、的中は1票、336通り中331番人気）。

## その他
- 2007年5月4日の第6競走で、1号車の金山周平選手の試走タイムが、100mあたり3.37秒と記載されるべきところ、電話投票システム(inet)において誤って3.47秒と表記されたため、レース公正確保の観点から競走不成立となり、当該競走に関わる全ての車券が返還となった。
- 伊勢崎オートレース場による新型コロナウイルス感染症の対策については、伊勢崎オートレースオフィシャルサイトの「新型コロナウイルス感染症予防への対策」・「新型コロナウイルス感染拡大予防の取り組み」を参照。
- 伊勢崎オートレース場内・レースの撮影は原則禁止である。場内・レースの撮影をする場合は警備事務所で許可を受ける必要がある。申請書に住所・氏名・電話番号等を記入し許可証となる赤い腕章を受け取り場内巡回中の警備員や場内スタッフなどに見えるように腕に付ける。撮影の際、他の来場者の顔などが映らないようにする、レース中フラッシュ撮影禁止などの禁止事項がある。
- 伊勢崎オートレース場ではスタンプカードの配布を行っている。未確定車券100円以上をガイダンスコーナーや特別観覧席の窓口に提示すると1日1つスタンプを押して貰える。スタンプの数によって伊勢崎オートレースオリジナルグッズなどと交換が出来る。なおスタンプカードは1人につき1枚のみ、ガイダンスコーナーで配布されている。

## offt伊勢崎・J-PLACE伊勢崎
2013年4月22日よりグリーンスタンド4階の一部を使い、地方競馬の場外勝馬投票券発売所『offt伊勢崎』が開設された。オートレース場内に競馬の場外発売施設が開設されるのは国内初。大井競馬場など南関東公営競馬全場のほか、他地区地方競馬の広域場外発売も実施される。
なお、2014年3月29日より日本中央競馬会からの委託によりJRAの場外発売・払戻も開始。JRA場外発売時は「J-PLACE伊勢崎」と呼称する。

## 交通
- 両毛線（JR東日本）・東武伊勢崎線「伊勢崎駅」からバス・タクシーで約10分。直通の無料送迎バスは本場開催時に往路3便（場外往路2便※）で、最終レース頃に復路便あり[注 11]。他にも伊勢崎駅からの時間はかかる（25－30分ぐらい）もののコミュニティバスがある。
- 高崎線（JR東日本）「本庄駅」から無料送迎バスあり（本場開催往路2便・場外1便※。最終レース後復路便あり）。  
※場外時の無料送迎バスはグレードレース開催のみ運行。
- JRバス関東・群馬中央バス（JRバス関東委託） 東京駅（JRハイウェイバス乗り場）・バスタ新宿⇔本庄・伊勢崎・前橋駒形線が伊勢崎オートレース場前に停車する。バスタ新宿経由東京駅日本橋口行き最終便の発車時刻は18時30分だったが、2020年現在、新型コロナウイルス感染症の影響による移動需要減少に伴い2020年7月4日から当面の間特別ダイヤで運行[注 12]されている。伊勢崎オートレース場前からバスタ新宿行きの最終便は16時00分発の便となる[42]。
- 北関東自動車道駒形インターチェンジより駒形バイパスを伊勢崎駅方面に車で約5分。
- 北関東自動車道波志江スマートインターチェンジより宮子大橋方面に車で約15分。
- 駐車場：9ヶ所4000台収容[43]。